# Siergiej Bałandin
Siergiej Aleksandrowicz Bałandin (rus. Сергей Александрович Баландин, ur. 11 lipca 1982 w Murmańsku) – rosyjski biathlonista. Dwukrotny mistrz Europy w sztafecie, zdobywca brązowego medalu w biegu indywidualnym na mistrzostwach Europy. Wielokrotny medalista mistrzostw świata w biathlonie letnim.
W sezonie 2009/2010, podczas zawodów w Chanty-Mansyjsku, zadebiutował w PŚ. Zajął wtedy 54. miejsce w sprincie oraz 30 w biegu pościgowym.

## Osiągnięcia

### Mistrzostwa świata juniorów
| 2003 Kościelisko (Polska) | 39. miejsce (SP), 38. miejsce (PU) |

### Mistrzostwa Europy
| 2002 Kontiolahti (Finlandia) | 12. miejsce (SP), 15. miejsce (PU)                    |
| 2003 Forni Avoltri (Włochy)  | 19. miejsce (IN), 24. miejsce (SP), 19. miejsce (PU), |
| 2005 Nowosybirsk (Rosja)     | 5. miejsce (SP), 7. miejsce (PU), 1. miejsce (RL)     |
| 2007 Bansko (Bułgaria)       | 12. miejsce (IN), 28. miejsce (SP), 27. miejsce (PU), |
| 2008 Nove Mesto (Czechy)     | 3. miejsce (IN), 1. miejsce (RL)                      |